# Alberto Tomba
Alberto Tomba (født 19. december 1966 i San Lazzaro di Savena) er en tidligere World Cup alpin skiracer fra Italien. Han var den dominerende tekniske skiløber (slalom og storslalom) i slutningen af 1980'erne og 1990'erne. Med 182 cm og 90 kg var hans kraftfulde bygning en kontrast til de lettere, mere traditionelle tekniske skiløbere, der prioriterede smidighed frem for muskler. Tomba var i stand til at drage fordel af introduktionen af fjederbelastede skiporte, som erstattede de ældre, solide porte i begyndelsen af 1980'erne ved at bruge sin magt til at opretholde en hurtigere, mere direkte linje gennem baner.[1] Tomba vandt tre olympiske guldmedaljer, to verdensmesterskaber og ni verdensmesterskabstitler: fire i slalom, fire i storslalom og en samlet titel. Han blev populært kaldt Tomba la Bomba ("Bomben Tomba").[2]

## Tidlige år
Alberto Tomba er født i Bologna og opvokset i Castel de Britti, en landsby i kommunen San Lazzaro di Savena – et område uden stærke alpine traditioner, men ikke langt fra appennin-pisten Monte Cimone og Corno alle Scale. Hans far Franco, en forretningsmand i tekstilindustrien, havde været en ivrig skiløber siden han gik på college i Schweiz og gav sin kærlighed til sporten videre til sine sønner og kørte Alberto og hans ældre bror Marco fra deres hjem til Sestola, så de kunne stå på ski. Alberto lærte at stå på ski i en alder af tre og begyndte at køre racerløb i en alder af syv.[1] Som barn deltog han i sportsgrene som tennis, fodbold og jordcykling, men han fandt ud af, at hans største passion var at stå på ski. Senere i livet, i 1988, lovede hans far Franco ham en Ferrari, hvis han vandt en guldmedalje det år, og da han fejrede sit første guld i bunden af pisten, fortalte Alberto sin far og alle andre, der så på tv, at han ville have bilen til at være rød.[3]
I 1984 deltog han i junior-VM, hvor en fjerdeplads gav ham en placering på B-landsholdet. Det år, i en udstillings-parallelslalomkonkurrence i San Siro, Milano, overraskede han alle ved at slå alle medlemmer af A-holdet. Efter tre sejre på Europa Cup-kredsløbet fik Tomba sin verdensmesterskabsdebut i december 1985 i Madonna di Campiglio, Italien, tre dage før sin nittende fødselsdag. To måneder senere, i Åre, Sverige, overraskede han skiverdenen ved at blive nummer seks fra et bib-tal på 62. Hans første podie kom den følgende sæson i Alta Badia, Italien i december 1986, og senere samme vinter vandt han bronze i giganten slalom ved verdensmesterskaberne 1987 i Crans-Montana, Schweiz - den eneste medalje, der blev vundet af det italienske hold ved det verdensmesterskab.[1]

## Berømmelse
Den 27. november 1987 scorede Tomba sin første VM-sejr i en slalom i Sestriere, Italien. To dage senere vandt han storslalom og slog sit idol, Ingemar Stenmark. Det var nu klart, at Tomba var en kraft at regne med inden for den alpine skiverden.[4]
Han fortsatte med at vinde ni løb i 1988-sæsonen, inklusive en slalomsejr ved Madonna di Campiglio, hvor han slog den andenplacerede med 1,34 sekunder og råbte "Jeg er skiløbets nye messias!" da han krydsede målstregen.[1] Han vandt det års VM-titler i både slalom og storslalom, men blev nummer to i den samlede stilling til Pirmin Zurbriggen fra Schweiz. I løbet af denne tidlige del af sin karriere, konkurrerede Tomba også i super G, en begivenhed han ville fortsætte med at konkurrere indtil 1989, på trods af at han aldrig sluttede bedre end nummer fire.[5]
Ved vinter-OL 1988 i Calgary vandt Tomba guldmedaljer i slalom og storslalom.[6] I det første løb af GS kom han i mål med imponerende 1,14 sekunder foran sin nærmeste konkurrent. "Tomba la Bomba" ("Bomben Tomba"), som han blev kendt, fik også en vis berømmelse ved at spørge den østtyske kunstskøjteløber Katarina Witt, som han mødte igen senere.
Tomba var ikke så succesfuld i de følgende to sæsoner og vandt i alt fire World Cup-løb. Ved verdensmesterskaberne i 1989 i Vail, Colorado, kunne han ikke gøre det bedre end sjettepladsen i super G og syvende i storslalom. Fra 1989 til slutningen af sin karriere var Tomba omgivet af sit eget tekniske personale ledet af den tidligere olympiske mester Gustav Thöni og styrke- og konditionstræner Giorgio d'Urbano, som arbejdede med ham i ti sæsoner.
Tomba blev midlertidigt sat ud af spillet i 1990, da han styrtede i et World Cup-løb i Val-d'Isère og brækkede kravebenet.[1] Men i 1991-sæsonen vendte Tomba tilbage til sin vindermåde, idet han vandt verdensmesterskabet i storslalom for anden gang, mens han sluttede på fjerdepladsen i slalomstillingen. Han endte som nummer 4 i slalom ved verdensmesterskaberne i 1991 i Saalbach-Hinterglemm (Østrig) og styrtede i det andet storslalomløb efter at have opnået den hurtigste tid i første etape og overrakte sejren til Østrigs Rudolf Nierlich, den dobbelte vinder kl. Vail, Colorado, to år tidligere. I september 1991 mødte han også tidligere Miss Italien, Martina Colombari, som han var kæreste med i flere år.
Tombas karriere nåede sit andet højdepunkt i løbet af 1992-sæsonen med ni sejre og femten podier, og han erobrede igen sæsonens disciplinære titler i begge sine tekniske specialer. Hans duel med Paul Accola om den samlede World Cup-krone forlængede til slutningen af sæsonen og finalen i Crans-Montana, men den schweiziske skiløber scorede point i alle discipliner, inklusive downhill og kombineret, sejrede i sidste ende. Ved de olympiske vinterlege 1992 i Albertville, Frankrig, vandt Tomba, hvad der skulle blive hans sidste guldmedalje i Val d'Isère, i storslalom, og hentede et sølv i slalom. I Val d'Isère blev han den første alpine mester til at forsvare en olympisk titel, da han vandt storslalom foran Marc Girardelli.
Verdensmesterskaberne i 1993, der blev afholdt i Morioka, Japan, viste sig igen at være hans nemesis. Tomba led af feber under storslalom og lavede en kritisk fejl i slalom, da han ikke nåede podiet i begge løb. For at gøre ondt værre nåede han kun at vinde et enkelt World Cup-løb i hele 1993-sæsonen.

## Samlet verdensmesterskab
Tomba i Bormio med VM vandt 1995.
Tomba var tilbage på sin sædvanlige måde ved vinter-OL 1994 i Lillehammer, Norge. Efter sit slalomløb var han tilsyneladende ude af medaljekampen, (placeret 12.) 1,84 sekunder efter førende Thomas Stangassinger (og 1,00 efter plads 3, Peter Roth), men i andet løb kom han sig tilbage til andenpladsen og vandt sølvmedaljen.
Det viste sig hurtigt, at VM-sæsonen i 1995 ville blive hans bedste endnu. Fra december 1994 til marts 1995 samlede han imponerende 11 sejre i de tekniske begivenheder, inklusive syv i træk i slalom, for endelig at erobre den samlede VM-titel, der havde undgået ham i år tidligere og bragte Crystal Globe tilbage til Italien,[7 ] tyve år efter Gustav Thönis sidste titel i 1975.
Ved verdensmesterskaberne i 1996 tilføjede Tomba endelig de sidste manglende brikker til sin trofækasse og vandt to guldmedaljer i Sierra Nevada, Spanien. Hans GS-sejr kom takket være et andetløbsrally fra 0,81 sekunder efter.[8]
Efter verdensmesterskaberne i 1996 begyndte Tomba at overveje at gå på pension. Han besluttede at vende tilbage til endnu et verdensmesterskab, der blev afholdt i 1997 på hans hjemmesne i Sestriere. Han blev diskvalificeret i storslalom og havde et skuffende første løb i slalom, men et fremragende andet løb var godt nok til hans sidste store medalje, en bronze. Han besluttede at fortsætte med at konkurrere i et år mere.
Tombas præstation ved de olympiske vinterlege 1998 i Nagano var et tegn på, at hans karriere var på vej mod enden: For første gang i sin olympiske karriere lykkedes det ham ikke at vinde medalje efter at have styrtet i storslalom. Han pådrog sig en smertefuld skade og var ikke i stand til at starte i det andet slalomløb efter at have tabt meget tid i første ben.[9]
Alberto Tomba trak sig tilbage i slutningen af 1998-sæsonen,[10] men ikke før han vandt et sidste World Cup-løb ved finalen i Crans-Montana, hvor han greb slalom, og blev den eneste alpine mandlige skiløber, der har vundet mindst én World Cup løb om året i 11 på hinanden følgende sæsoner.

## Senere i livet
Efter at have trukket sig tilbage fra konkurrencer optrådte Tomba adskillige i italienske tv-udsendelser, og i 2000 fik han sin skuespillerdebut i krimifilmen Alex l'ariete, instrueret af Damiano Damiani; filmen blev dog mødt med ringe succes og blev enstemmigt panoreret af filmkritikere.
Ved åbningsceremonien for de olympiske vinterlege i 2006 i Torino bragte Tomba den olympiske ild ind på stadion, hvor han overrakte den til mændenes 4 × 10 km-guldvindere fra de olympiske vinterlege i 1994 i Lillehammer (De Zolt, Albarello, Vanzetta, Fauner). Under 2010-udgaven af "Sport Movies & TV - Milano International FICTS Fest" blev han belønnet med "Excellence Guirlande D'Honneur" og deltog i FICTS "Hall of Fame".[11]
I dag siger han, at han godt kan lide at sove og brænder for automatisk bilvask, hvor han kan lide at gå om natten, når der ikke er kø[12]

## Medaljer
olympiske vinterlege
- 1988: guld i storslalom, guld i slalom i Calgary, Alberta, Canada (Nakiska).
- 1992: guld i storslalom, sølv i slalom i Albertville, Frankrig (Val d'Isère).
- 1994: sølv i slalom på Lillehammer, Norge (Hafjell).
- alpine verdensmesterskaber i ski
- 1987: bronze i storslalom i Crans Montana, Schweiz.
- 1996: guld i storslalom, guld i slalom i Sierra Nevada, Spanien.
- 1997: Bronze i slalom i Sestriere, Italien
- VM i alpint skiløb

- 50 sejre (35 i slalom, 15 i storslalom), inklusive syv slalomsejre i træk i 1995-sæsonen.
- 28 andenpladser
- 11 tredjepladser

| Season | Age | Overall | Slalom | Giant Slalom | Super G | Downhill | Combined |
| ------ | --- | ------- | ------ | ------------ | ------- | -------- | -------- |
| 1986   | 19  | 51      | 39     | 23           | 19      | –        | —        |
| 1987   | 20  | 15      | 24     | 9            | 18      | –        | —        |
| 1988   | 21  | 2       | 1      | 1            | 8       | –        | —        |
| 1989   | 22  | 3       | 2      | 7            | 7       | –        | —        |
| 1990   | 23  | 9       | 2      | 14           | –       | –        | —        |
| 1991   | 24  | 2       | 6      | 1            | –       | –        | —        |
| 1992   | 25  | 2       | 1      | 1            | 43      | –        | —        |
| 1993   | 26  | 5       | 2      | 2            | –       | –        | —        |
| 1994   | 27  | 3       | 1      | 11           | –       | –        | —        |
| 1995   | 28  | 1       | 1      | 1            | –       | –        | —        |
| 1996   | 29  | 5       | 2      | 8            | –       | –        | —        |
| 1997   | 30  | 25      | 5      | –            | –       | –        | —        |
| 1998   | 31  | 14      | 7      | 13           | –       | –        | —        |

### Sæson titler
- 9 titles (1 overall, 4 giant slalom, 4 slalom)

| sæson | Disciplin    |
| ----- | ------------ |
| 1988  | Giant Slalom |
| 1988  | Slalom       |
| 1991  | Giant Slalom |
| 1992  | Giant Slalom |
| 1992  | Slalom       |
| 1994  | Slalom       |
| 1995  | Overall      |
| 1995  | Giant Slalom |
| 1995  | Slalom       |